# Heterotremata
Phân nhánh Lỗ khác hay phân nhánh Dị khổng (danh pháp khoa học: Heterotremata) là một nhánh chứa các loài cua, bao gồm những con cua mà các lỗ sinh dục nằm trên tấm cứng che ngực ở con cái, nhưng trên chân ở con đực. Nó bao gồm 68 họ cua trong 28 liên họ.

## Từ nguyên
Heterotremata: Từ tiếng Hy Lạp cổ ἕτερος (héteros, "khác, lạ, dị") và τρῆμα (trêma, "lỗ, khổng"), là để nói tới đặc điểm các lỗ sinh dục của cua đực và cua cái nằm ở các vị trí khác nhau.

## Phân loại
- Aethroidea
- Bellioidea
- Bythograeoidea
- Calappoidea
- Cancroidea
- Carpilioidea
- Cheiragonoidea
- Corystoidea
- Dairoidea
- Dorippoidea
- Eriphioidea
- Gecarcinucoidea
- Goneplacoidea
- Hexapodoidea
- Leucosioidea
- Majoidea
- Orithyioidea
- Palicoidea
- Parthenopoidea
- Pilumnoidea
- Portunoidea
- Potamoidea
- Pseudothelphusoidea
- Pseudozioidea
- Retroplumoidea
- Trapezioidea
- Trichodactyloidea
- Xanthoidea